# 楠特雷
楠特雷（法語：Naintré，法語發音：[nɛ̃tʁe]）是法国新阿基坦大区维埃纳省的一个市镇，位于该省北部，属于沙泰勒罗区。

## 地理
楠特雷（46°45'49"N, 0°29'11"E）面积24.86 平方千米，位于法国新阿基坦大区维埃纳省，该省份为法国中西部省份，北起曼恩-卢瓦尔省和安德尔-卢瓦尔省，西接德塞夫勒省，南至夏朗德省，东南接上维埃纳省，东临安德尔省。
与楠特雷接壤的市镇（或旧市镇、城区）包括：维埃纳河畔瑟农、沙泰勒罗、科隆比耶、蒂雷、维埃纳河畔武讷伊、博蒙-圣西尔。

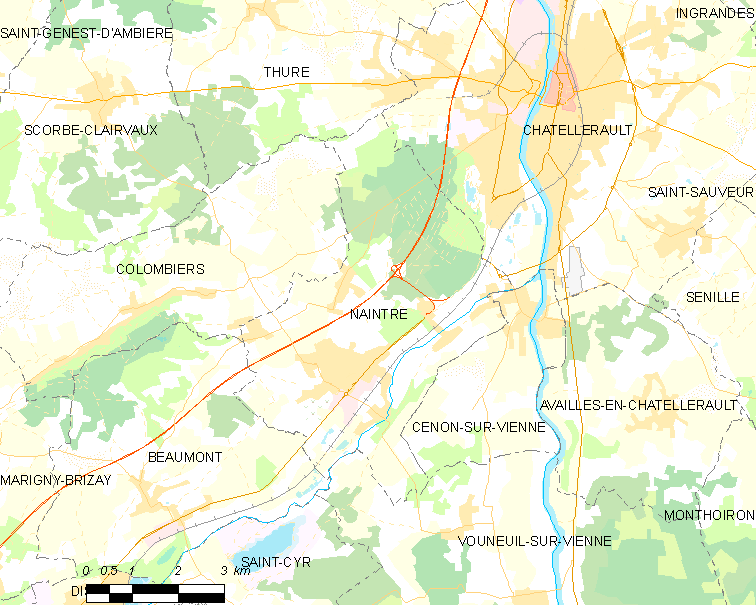
楠特雷的OSM定位图

楠特雷的时区为UTC+01:00、UTC+02:00（夏令时）。

## 行政
楠特雷的邮政编码为86530，INSEE市镇编码为86174。

## 政治
楠特雷所属的省级选区为沙泰勒罗第一县。

## 人口

1962-2008年间楠特雷人口变化图示

楠特雷于2022年1月1日时的人口数量为5954人。